# Albert Batyrov
Albert Batyrov –en bielorruso, Альберт Батыров– (Vladikavkaz, 2 de noviembre de 1981) es un deportista bielorruso que compitió en lucha libre. Ganó tres medallas en el Campeonato Europeo de Lucha entre los años 2005 y 2007.

## Palmarés internacional
| Campeonato Europeo | Campeonato Europeo | Campeonato Europeo | Campeonato Europeo |
| Año                | Lugar              | Medalla            | Categoría          |
| ------------------ | ------------------ | ------------------ | ------------------ |
| 2005               | Varna (Bulgaria)   | Medalla de bronce  | 66 kg              |
| 2006               | Moscú (Rusia)      | Medalla de plata   | 66 kg              |
| 2007               | Sofía (Bulgaria)   | Medalla de oro     | 66 kg              |